# Laurana
Lauralanthalasa Kanan, conocida también como Laurana (7 Corij 271 DC - 421 DC) es un personaje del universo ficticio de Dragonlance. Es la es hija del Orador de los Soles Solostaran, regente del reino elfo de Qualinost

## Historia
Su nombre real es Lauralanthalasa, al menos para los elfos. En la infancia, ella se enamoró de Tanis Semielfo, pero cuando su hermano Gilthanas se enteró, se negó rotundamente a la relación. Cuando Tanis se fue de Qualinost, ella siguió amándolo y esperando a que regresase. AL regresar el grupo a Qualinost, ella fue corriendo al encuentro de Tanis, y allí encontró que él tenía barba y había, no sólo aceptado su mitad humana, sino que amaba a una mujer, Kitiara, de la que luego Tanis renegaría para amar a Laurana. Descubrió también que él había tomado su relación de la infancia como una cosa de niños.
Después de que Tanis fuese designado Caballero Honorario de Solamnia, se desposaron y tuvieron un hijo al que llamaron Gilthas Kanan.
Llegan a ser el Áureo General de los  Caballeros de Solamnia, si bien su liderazgo fue breve, ya que al poco de defender Solamnia, fue engañada por las legiones de Kitiara uth Matar para que se entrevistase con uno de los líderes enemigos, sola y desarmada, y sin avisar de su acción a los demás. Ella aceptó, creyendo que Tanis era prisionero del ejército draconiano, y cayendo ella misma como prisionera de la reina de la oscuridad.
El hecho de que fuera apresada empujó a sus compañeros de ir al Templo de Neraka, la base donde se reunía el ejército de Takhisis, y de esta forma, vencer al ejército y desterrar una vez más de Krynn a la reina.

## Descripción
Cuando aparece, se la ve como una joven mimada que, al haberse criado protegida del mundo por la sociedad élfica, no tiene conocimiento de lo que supone la guerra, y solamente piensa en su amor por Tanis. A medida que pasa el tiempo, va madurando hasta que, en la muerte de Sturm Brightblade, se revela como una mujer responsable y capacitada para el liderazgo.
- Datos: Q1130642